# 圣米歇尔德蒙泰涅
圣米歇尔德蒙泰涅（法語：Saint-Michel-de-Montaigne，法語發音：[sɛ̃ miʃɛl də mɔ̃tɛɲ]）是法国多尔多涅省的一个市镇，属于贝尔热拉克区。

## 地理
圣米歇尔德蒙泰涅（44°52'27"N, 0°1'48"E）面积9.1 平方千米，位于法国新阿基坦大区多爾多涅省，该省份为法国西南部内陆省份，是法國本土面积第三大的省，大致对应佩里戈尔地区，北起顺时针与夏朗德省、上维埃纳省、科雷兹省、洛特省、洛特-加龙省、吉倫特省和滨海夏朗德省接壤。
与圣米歇尔德蒙泰涅接壤的市镇（或旧市镇、城区）包括：蒙佩鲁、贝尔韦斯-德卡斯蒂永、卡斯蒂永拉巴塔耶、加尔德冈和图尔蒂拉克、莱萨勒德卡斯蒂永、蒙卡雷、拉莫特蒙特拉韦勒。

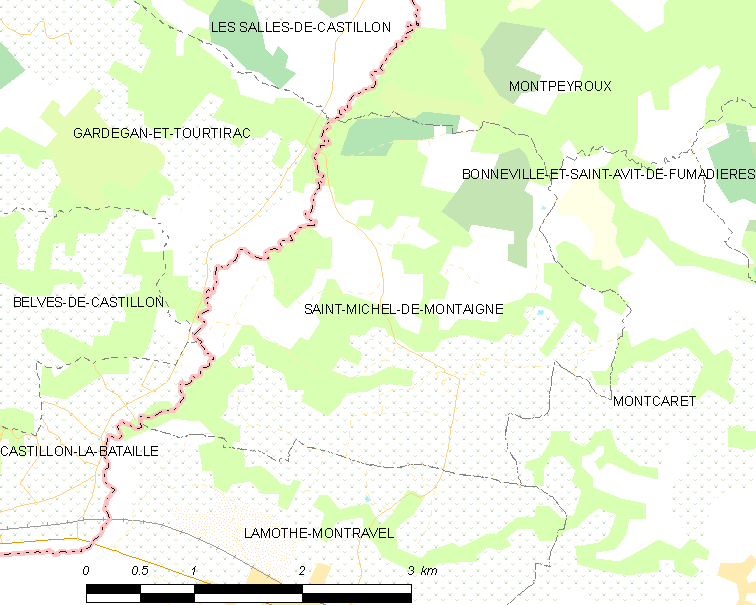
圣米歇尔德蒙泰涅的OSM定位图

圣米歇尔德蒙泰涅的时区为UTC+01:00、UTC+02:00（夏令时）。

## 行政
圣米歇尔德蒙泰涅的邮政编码为24230，INSEE市镇编码为24466。

## 政治
圣米歇尔德蒙泰涅所属的省级选区为蒙泰涅和居尔松地区县。

## 人口

1962-2008年间圣米歇尔德蒙泰涅人口变化图示

圣米歇尔德蒙泰涅于2022年1月1日时的人口数量为323人。